# Jan de Herdt
Jan de Herdt, in Italien auch Il fiammingo genannt (* um 1620 in Antwerpen; † zwischen 1686 und 1690) war ein flämischer Maler und Zeichner.

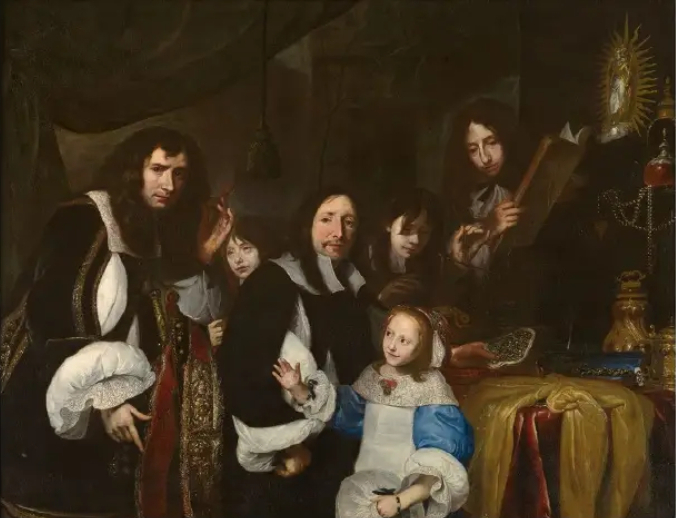
Porträt der Familie des kaiserlichen Goldschmieds Franz Wilhelm de Harde von Antorff, links vermutlich Selbstporträt des Künstlers. (Königliche Museen der Schönen Künste)

Nach seiner Ausbildung in Antwerpen verbrachte er seine gesamte Laufbahn im Ausland, zunächst in Norditalien und später in Wien und anderen Städten Mitteleuropas. Er war hauptsächlich als Porträtmaler tätig, malte aber auch Genreszenen sowie religiöse, mythologische und allegorische Themen und war Teil eines Netzwerks flämischer und niederländischer Maler, die für den Hof, den Adel und kirchliche Einrichtungen in Mitteleuropa arbeiteten.

## Leben
Einzelheiten über das Leben von Jan de Herdt sind nur lückenhaft bekannt. Man nimmt an, dass er um 1620 in Antwerpen geboren wurde. Wer sein Lehrer war, ist unklar, da er bei keinem der zeitgenössischen Maler als Schüler verzeichnet ist. Es ist daher möglich, dass er bei Rubens oder Jordaens in die Lehre ging, zwei Künstlern, die als Hofmaler von der Verpflichtung befreit waren, ihre Schüler bei der Antwerpener Lukasgilde zu registrieren. Eine solche Ausbildung ist jedoch urkundlich nicht belegt und es ist auch möglich, dass er seine Ausbildung außerhalb Antwerpens erhielt. Im Zunftjahr 1646–47 wurde er als Meister in die Antwerpener Lukasgilde aufgenommen. Am 18. Oktober 1648 trat er in die „Sodaliteit van de Bejaerde Jongmans“ ein, eine vom Jesuitenorden gegründete Bruderschaft für Junggesellen.

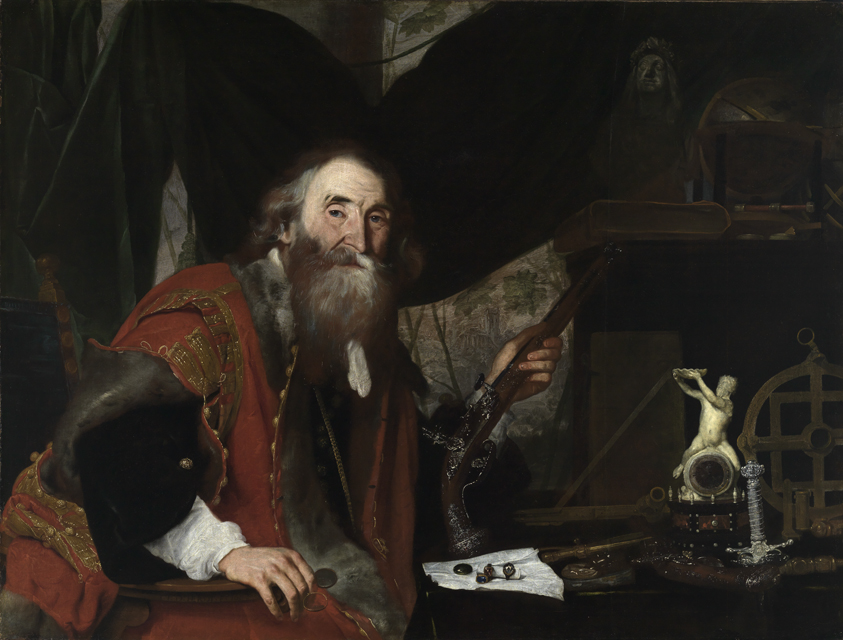
Porträt eines unbekannten Mannes mit seiner Kunstsammlung (Der Antiquitätenhändler)

Er verließ Flandern und wurde anschließend in Norditalien erwähnt, wo er 1657 in Lovere nachweislich an einem Altarbild für die dortige Kirche San Giorgio arbeitete. Das große Gemälde mit der Darstellung von Moses, der an den Felsen schlägt, befindet sich noch immer an Ort und Stelle. 1658 wurde er in Bergamo erwähnt, wo er das Gemälde Abraham und Abimelech für die Kirche Santa Maria Maggiore malte, das sich noch heute dort befindet. In den Jahren 1660–1661 wird er in Brescia erwähnt. Dort hielt er sich lange genug auf, um den Maler Angelo Everardi auszubilden, der wahrscheinlich flämischer Abstammung war und unter dem Namen il Fiammenghino bekannt wurde. Obwohl es dafür keine urkundlichen Belege gibt, ist es wahrscheinlich, dass er auch eine Zeit lang in Mantua tätig war. Die künstlerische Leitung des herzoglichen Hofes in Mantua lag jahrzehntelang in den Händen flämischer Künstler, zunächst Daniel van den Dyck und später Frans Geffels. Geffels stammte ebenfalls aus Antwerpen und war ein Jahr früher als de Herdt Mitglied der Antwerpener Lukasgilde geworden. Danach ging er nach Italien, arbeitete aber auch zeitweise in Wien und unterhielt Verbindungen dorthin, wohin beide Künstler vermutlich Anfang der 1660er Jahre kamen. Es ist wahrscheinlich, dass die Künstler einander kannten, da sie an einem gemeinsamen Buch arbeiteten, das in Wien veröffentlicht wurde, der Historia di Leopoldo Cesare.
Jan de Herdt trat in die Fußstapfen vieler seiner Landsleute der vorangegangenen Generation, die eine Karriere in Mitteleuropa anstrebten. Die südlichen Niederlande hatten durch die dynastischen Verbindungen ihrer spanischen Herrscher enge Beziehungen zum kaiserlichen Hof in Wien entwickelt. Die Statthalter der südlichen Niederlande waren häufig Mitglieder der österreichischen Kaiserfamilie. Sie nahmen gelegentlich Künstler aus Flandern mit, wenn sie nach Wien zurückkehrten. So auch Erzherzog Leopold Wilhelm, der Künstler wie Jan Anton van der Baren, Franciscus van der Steen und Nikolaus van Hoy mit nach Wien brachte.

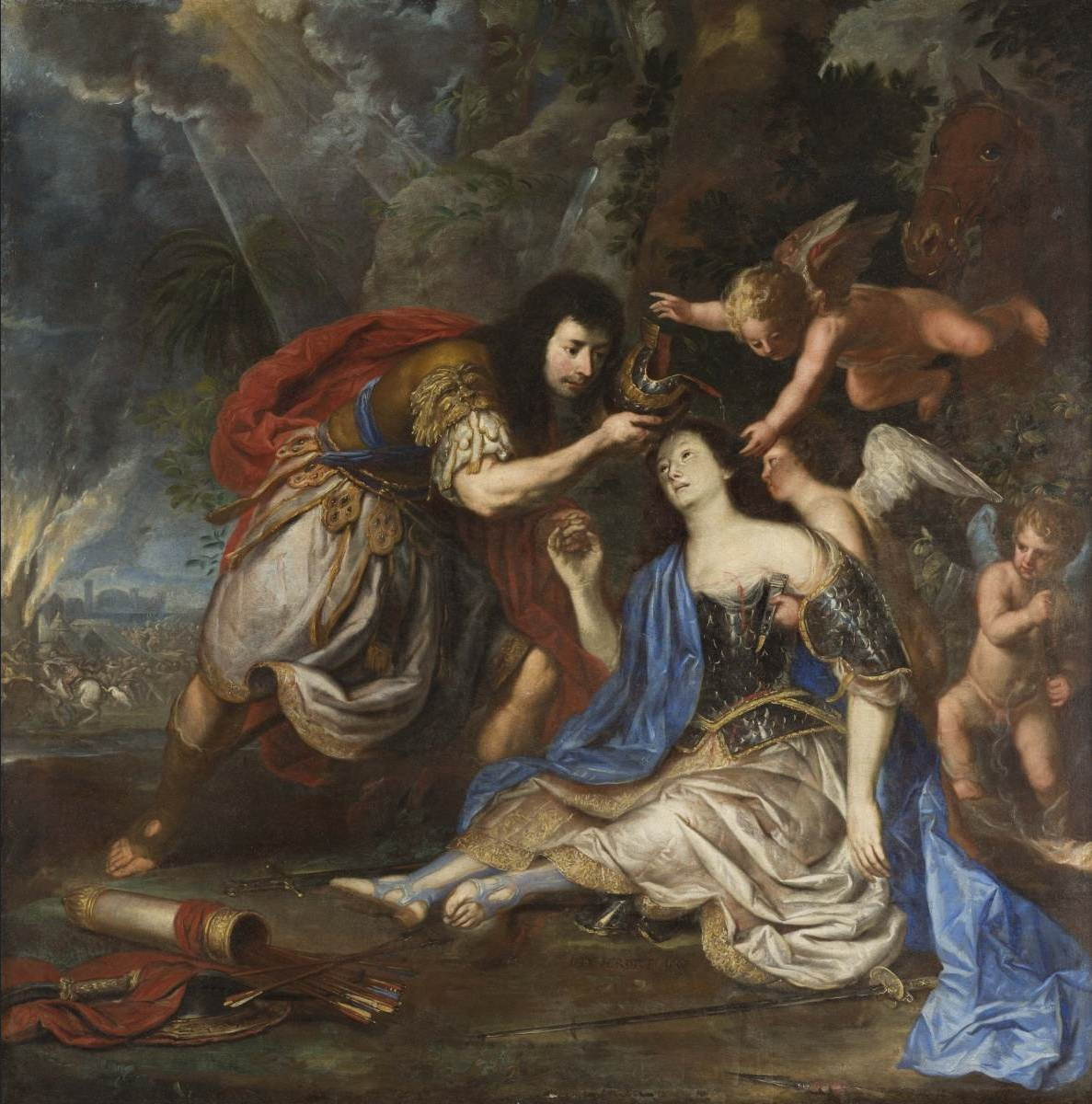
Die tödlich verwundete Clorinda wird von Tancred getauft

Der Bruder von Jan de Herdt war vor ihm in Wien als Hofgoldschmied tätig und könnte eine wichtige Rolle bei der Einführung von Jan am Wiener Hof gespielt haben. Während man annimmt, dass er um 1660 nach Wien kam, wird Jan erstmals am 8. Januar 1662 in Wien erwähnt. An diesem Tag trug er sich in die Kirchenbücher der Wiener Schottenkirche ein, als er zusammen mit dem flämischen Kupferstecher Franciscus van der Steen Trauzeuge bei der Hochzeit des niederländischen Künstlers Hans de Jode war. Später arbeitete Jan de Herdt mit van der Steen an einer Reihe von Adelsporträts für das Buch Historia di Lepoldo Cesare, an der auch Frans Geffels beteiligt war. In Wien malte de Herdt Porträts von Höflingen sowie Historienbilder für deren Schlösser und Paläste und taucht in den Geschäftsbüchern von Forchondt auf, einer Antwerpener Kunsthändlernfamilie, das Kunden in ganz Europa bediente und eine Niederlassung in Wien unterhielt. Der Sohn des Firmengründers wurde von Jans Bruder in Wien zum Goldschmied ausgebildet. Aus den Aufzeichnungen der Firma Forchondt geht hervor, dass Fürst Schwarzenberg 1671 ein Gemälde zum Thema Armida und Rinaldo kaufte, bei dem es sich wahrscheinlich um das Bild Rinaldo verhindert Armidas Selbstmord handelt, und das von de Herdt gemalt wurde (heute im ehemaligen Augustinerkloster in Brünn).

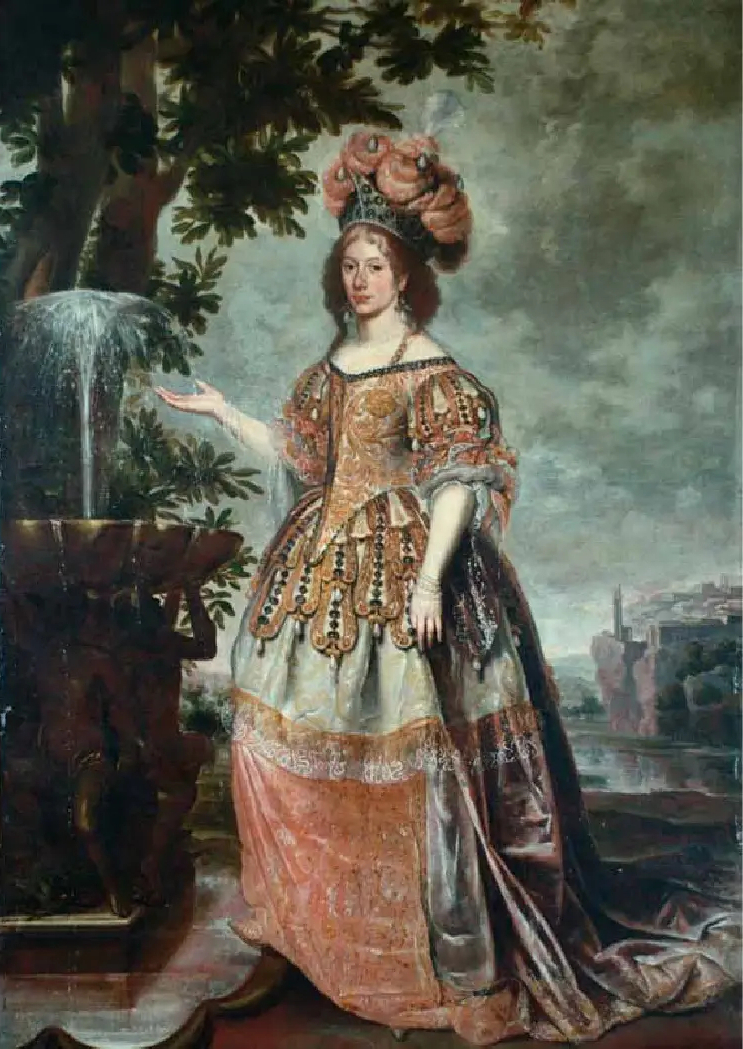
Porträt einer unbekannten Adligen

Jan könnte von Anfang 1666 bis Januar 1667 in Jaroměřice nad Rokytnou (heute Tschechien) tätig gewesen sein. Von 1666 bis 1668 war de Herdt in Bünn tätig. 1680 wird er in Prag erwähnt, wohin er den Hof begleitete, als dieser wegen der Pestepidemie aus Wien floh. Von 1880 bis 1881 hielt er sich in Třebíč und im letzteren Jahr auch in Znojmo auf. 1684 führte er zwei Werke für Auftraggeber in Prag aus, die aber auch andernorts entstanden sein können. Die letzte Nachricht über seine Anwesenheit in Jaroměřice nad Rokytnou stammt aus dem Jahr 1686. Nach 1686 gibt es keine Nachrichten mehr über den Künstler.
Der genaue Zeitpunkt und Ort seines Todes sind nicht bekannt. Da es nach 1686 keine Aufzeichnungen über ihn gibt nimmt man an, dass er irgendwann zwischen 1686 und 1690 in Mitteleuropa starb.

## Werke
Jan de Herdt war ein vielseitiger Maler, der Porträts, biblische Geschichten, Historienbilder und Genreszenen malte. Die große Mehrheit seiner Werke signierte er mit der am weitesten verbreiteten Variante seines Namens J. D. Herdt. Die offensichtlichsten Einflüsse auf sein Werk sind die führenden Antwerpener Maler Anthonis van Dyck, Rubens, Jordaens und Gaspar de Crayer. Der Stil der Porträts von de Herdt zeigt den Einfluss des van Dyckschen Porträtmodells. Dieser Einfluss ist auch in seiner Serie von Gemälden erkennbar, die Geschichten aus Torquato Tassos „Gerusalemme Liberata“ erzählen, wie die Erminia und die Hirten.

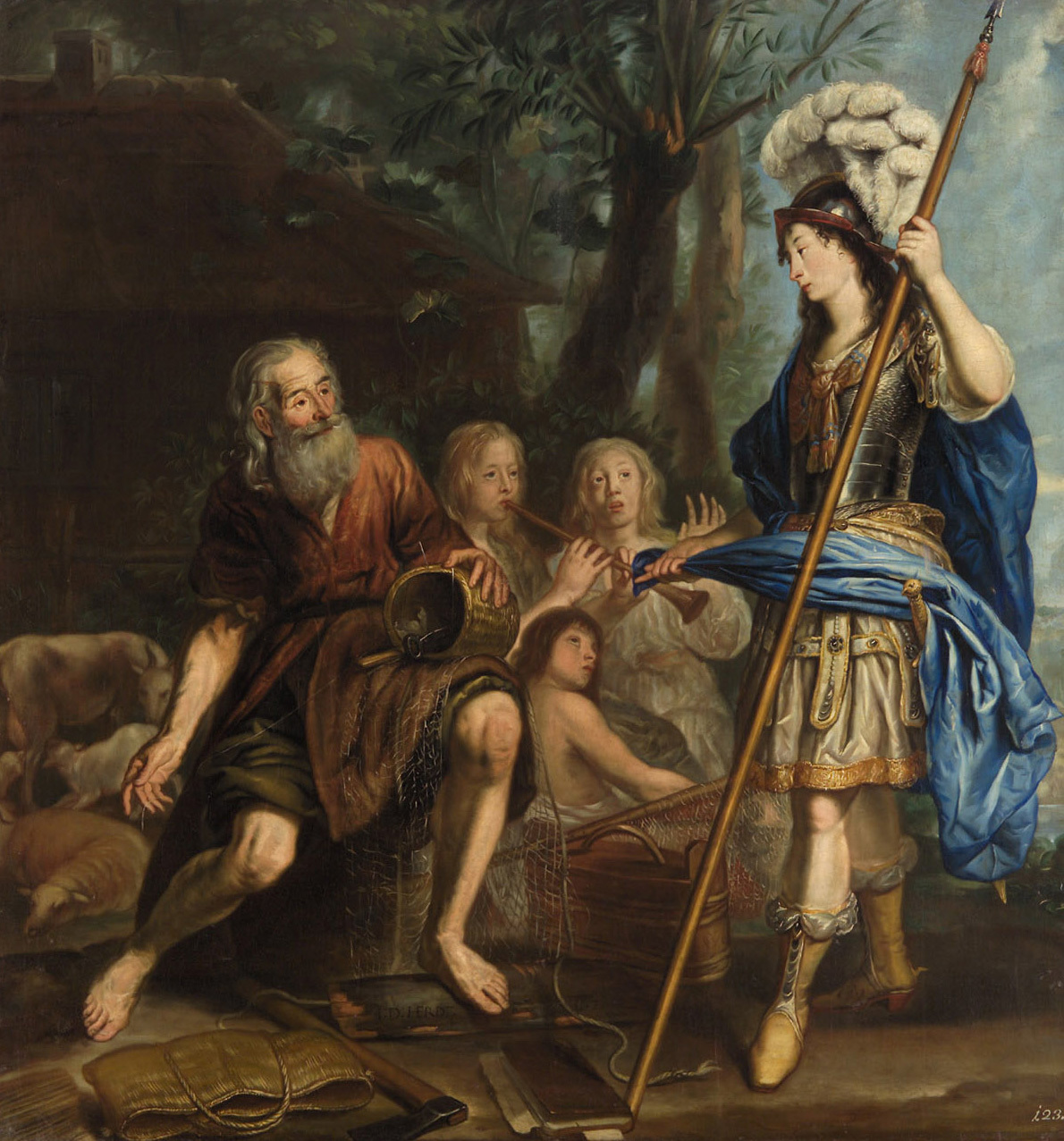
Erminia und die Schäfer

Jan de Herdt war sich auch der Tendenzen in der mitteleuropäischen Malerei bewusst. Dies zeigt sich in seinem Porträt der Familie des kaiserlichen Goldschmieds Franz Wilhelm de Harde von Antorff. Bei de Herdts Familienbildnis handelt es sich bei dem jungen Mann links, der eine Uhr in der Linken hält und mit der Rechten auf den Boden zeigt, wahrscheinlich um ein Selbstbildnis. Möglicherweise handelt es sich aber auch um ein Porträt seines Neffen. Angesichts der Ähnlichkeiten zwischen den beiden Werken könnte das Familienbildnis de Herdts darauf hindeuten, dass er das Porträt des Edelsteinschleifers Dionysio Miseroni und seiner Familie gesehen hatte, das der böhmische Porträtist Karel Škréta 1653 gemalt hatte. Es war eines der ersten Gruppenporträts dieser Art in Mitteleuropa. Tobias Pock malte 1669 ein Selbstbildnis mit der Familie des Künstlers, in dem er sich fast genauso darstellte wie Jan de Herdt in seinem Familienbildnis. Jan de Herdt schuf zusammen mit den oben genannten Künstlern durch diese Art des kommunikativen Gruppenporträts eine völlig neue Bildsprache in Mitteleuropa.

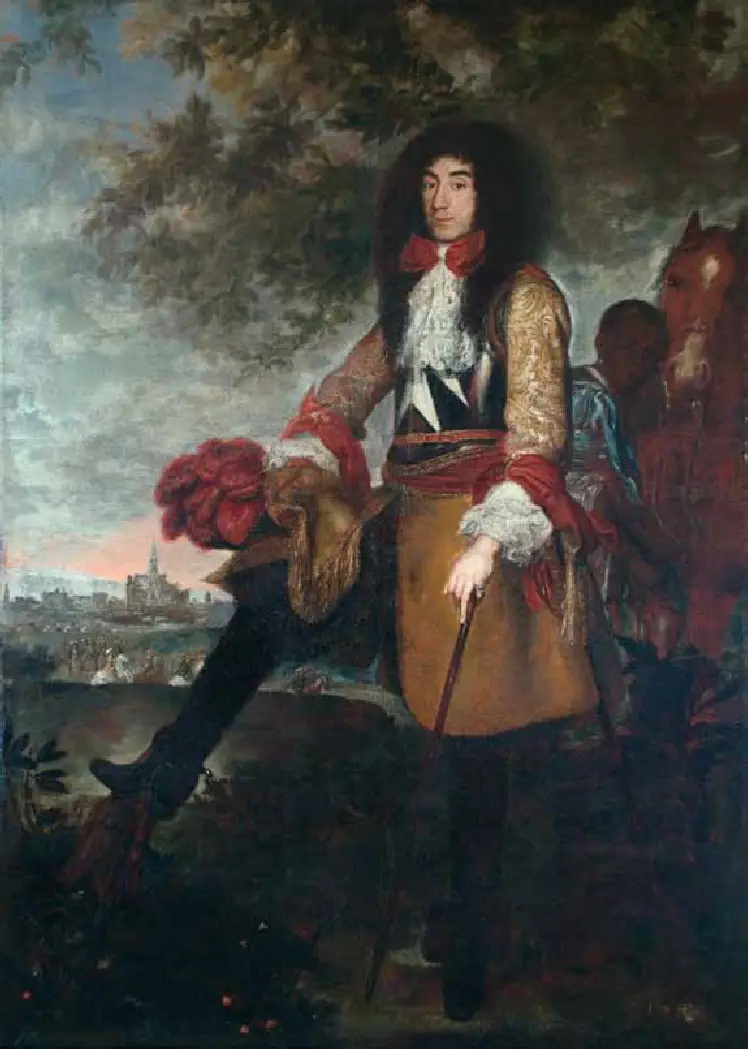
Porträt von Franz Augustin von Waldstein

Jan de Herdt arbeitete an der Publikation Historia di Leopoldo Cesare mit, die von Galeazzo Gualdo Priorato verfasst und in Wien von dem flämischen Verleger Johann Baptist Hacque aus Antwerpen veröffentlicht wurde. Der erste und zweite Band des Buches wurden 1670 und ein dritter 1674 veröffentlicht. Der erste Band beschreibt die politischen und militärischen Erfolge von Kaiser Leopold I. zwischen 1656 und 1670. Er wurde hauptsächlich mit Drucken illustriert, die von flämischen und niederländischen Druckern nach Entwürfen anderer niederländischer Künstler sowie von Künstlern aus Deutschland und Italien angefertigt wurden. Die Illustrationen zeigen vor allem Porträts europäischer Monarchen und bedeutender Adliger, Schlossszenen, Schlachtszenen, Landkarten und Zeremonien. Neben Jan de Herdt trugen die niederländischen und flämischen Künstler Frans Geffels, Cornelis Meyssens, Franciscus van der Steen, Gerard Bouttats, Adriaen van Bloemen, Sebastian van Dryweghen und Jacob Toorenvliet zu diesem Werk bei. Auch die deutschen Künstler Moritz Lang, Johann Martin Lerch und Johann Holst sowie die Italiener Il Bianchi, Marco Boschini und Leonardus Hen.t Venetiis leisteten einen Beitrag.
Jan de Herdt lieferte mindestens sechs Porträtskizzen: Jerzy Sebastian Lubomirski, Herzog Ferdinand Dietrichstein, Graf Jean-Louis Raduit de Souches, Graf Raimund Montecuccoli, Graf Jan Rottal und Graf Nicholas Zrinsky. Die von de Herdt entworfenen Stiche in dieser Publikation dienten als Grundlage für die Zuschreibung von Gemälden an de Herdt. So wurde zum Beispiel das Porträt des polnischen Adligen und Feldherrn Jerzy Sebastian Lubomirski auf diese Weise zugeschrieben. De Herdt ist auch der Schöpfer einer Reihe von Porträts von Mitgliedern der Familie Waldstein.
Die Werke, die de Herdt in Italien schuf, befinden sich alle in der Lombardei. Im Jahr 1920 wurde die Signatur des Künstlers auf dem Hochaltarbild der Kirche San Maurizio in Breno in der Lombardei (Norditalien) entdeckt. Das Altarbild zeigt den Hl. Mauritius, der vor der Jungfrau und dem Kind kniet. In der Kirche des Heiligen Franz von Assisi in Brescia befand sich ein Porträt der Heiligen Elisabeth (heute verschollen). In der Kirche San Giovanni Decollato in Desenzano del Garda befindet sich ein Altarbild, das die Jungfrau in den Wolken mit den Heiligen Antonius von Padua und Valentinus darstellt und mit J. De Herdt F. signiert ist. Ein weiteres Gemälde von de Herdt in der Lombardei ist das Altarbild Moses, der an den Felsen schlägt, das in der Kirche San Giorgio in Lovere aufbewahrt wird. Dieses Werk zeichnet sich durch seine Größe (785 cm Höhe und 500 cm Breite) und die darauf dargestellte großen Menschenmenge aus.

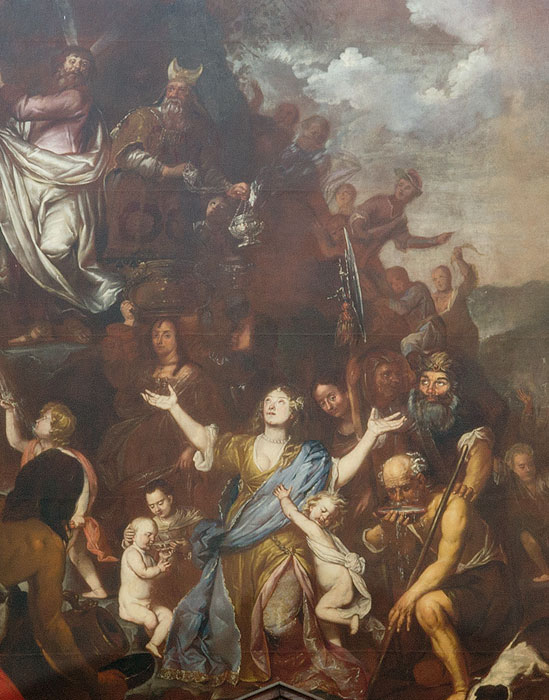
Mose schlägt den Felsen
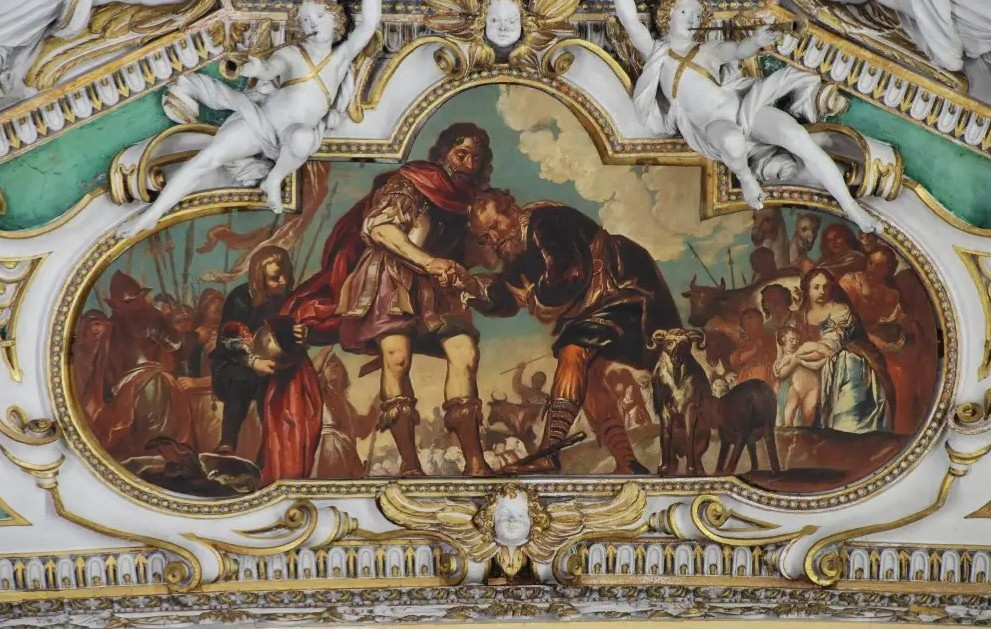
Abraham und Abimelech
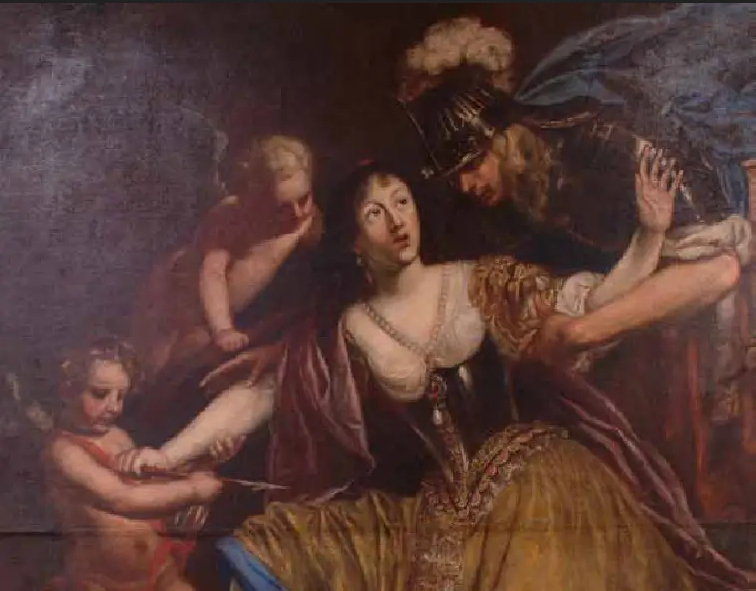
Rinaldo verhindert den Selbstmord von Armida
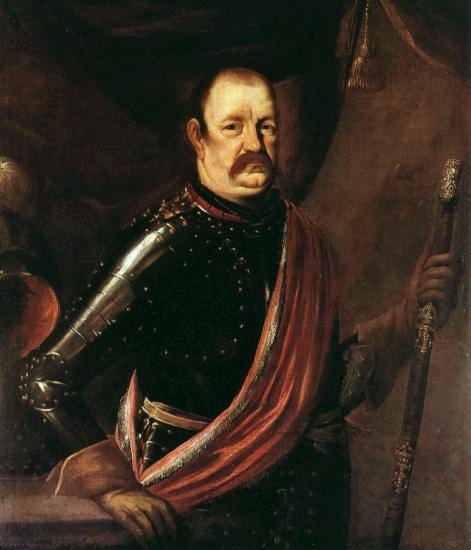
Porträt des polnischen Adligen und Feldherrn Jerzy Sebastian Lubomirski (Königliches Schloss Warschau)